# Паоло Зопо
Паоло Зопо (началото на 16-ти век) е италиански художник от епохата на Ренесанса. Работи главно в Бреша и Венеция.
Умира внезапно в град Дезенцано дел Гарда. Известно е, че той е изобразил разграбването на Бреша през 1512 г. от Гастон от Фуа, херцог на Немур. Той присъства в Бреша, когато Гастон от Фуа атакува и превзема града.